# Alojz Rebula
Alojz Rebula, né le 21 juin 1924[réf. nécessaire] à Duino-Aurisina (province de Trieste, royaume d'Italie) et mort le 23 octobre 2018 à Topolšica (sl) (Slovénie), est un dramaturge, essayiste et traducteur slovène. Il est considéré comme l'un des plus grands auteurs de la littérature slovène.

## Biographie
C'est un Slovène d'Italie.

## Œuvre

### Prose
- Devinski sholar, nouvelle, (The Duino Scholar, 1954)
- Vinograd rimske cesarice, histoires courtes, (Vineyard of the Roman Empress, 1956)
- Klic v Sredozemlje, nouvelle, (A Call to the Mediterranean, 1957)
- Senčni ples, nouvelle, (Shadow Dance, (1960)
- V Sibilinem vetru, nouvelle, (In Sybil’s Wind, 1968)
- Divji golob, nouvelle, (Wild Dove, 1972)
- Zeleno izgnanstvo, nouvelle, (Green Exile, 1981)
- Jutri čez Jordan, nouvelle, (Tomorrow over the River Jordan, 1988)
- Kačja roža, nouvelle, (Snake Flower, 1994)
- Maranathà ali Leto 999, nouvelle, (Maranathà or the Year 999, 1996)
- Cesta s cipreso in zvezdo, nouvelle, (The Road with the Cypress and the Star, 1998)
- Jutranjice za Slovenijo, nouvelle, (Matins for Slovenia, 2000)
- Nokturno za Primorsko, nouvelle, (Nocturne for the Littoral, 2004)

### Théâtre
- Savlov demon, six actes sur un thème religieux, (Saul's Demon, 1985)
- Operacija Timava, deux actes, (The Timava Operation, 1993)

## Distinctions
- 2008 : Prix du citoyen européen[2]